# عاموس تورسکی
عاموس تْوِرسکی (عبری: עמוס טברסקי‎؛ ۱۶ مارس ۱۹۳۷ – ۲ ژوئن ۱۹۹۶) روان‌شناس ریاضیاتی اهل اسرائیل بود که تحقیقات مشترکش با دنیل کانمن او را در جرگهٔ چهره‌های برجستهٔ سوگیری شناختی و مدیریت ریسک جای داده‌است.
تورسکی برندهٔ جوایزی همچون کمک‌هزینه گوگنهایم شده‌است.